# Alf Poier
Alf Poier (ur. 22 lutego 1967 w Judenburgu w Styrii) – austriacki piosenkarz, satyryk i performer.

## Życiorys
W 1995 założył kabaret w Grazu, z którym zdobył kilka nagród branżowych: Salzburger Stier w 1998, Deutscher Kleinkunstpreis, Prix Phanteon i RTL Comedy w 2000 i Austrian Karl w 2002.
W marcu 2003 z utworem „Weil der Mensch zählt” zwyciężył w finale programu Song:// null.drei, dzięki czemu został reprezentantem Austrii w finale 48. Konkursu Piosenki Eurowizji w Rydze. Po finale selekcji pojawiły się podejrzenia o zbyt wczesną publikację (według regulaminu eliminacji) zwycięskiej piosenki na re-edycji płyty artysty. Krajowy nadawca Österreichischer Rundfunk (ORF) zaprzeczył doniesieniom, potwierdzając dopuszczenie utworu do udziału w finale Eurowizji. Tydzień przed finałem konkursu Poier rozpoczął próby sceniczne, a podczas jednej z konferencji prasowych wyjaśnił swój udział w konkursie słowami: Nie przyjechałem (...), by nieść pokój. Europa jest teraz fizycznie i duchowo Hiroszimą. Jestem świętym klownem, który będzie mówił prawdę. Z pomocą mojej piosenki będę chciał wlać mleko w spragnione usta Europy. 24 maja zajął szóste miejsce w finale Eurowizji 2003. Wynik w konkursie skomentował słowami: Jestem rozczarowany. Jestem ukrzyżowanym Mesjaszem popkultury współczesnej Europy. Zajęcie przeze mnie szóstego miejsca jest dowodem na brak gustu oraz duchowy upadek Europy. Nie zamierzam brać psychicznego upokorzenia za to i protestować przeciwko wynikowi, będącego efektem polityki i nacjonalizmu. Europa nie jest jeszcze na mnie gotowa do mnie, ale nauczę ten kontynent. Na szczęście to nie ja przegrałem, ale Austria. Po udziale w konkursie wyruszył w trasę koncertową ze swoim programem kabaretowym Mitsubischi.

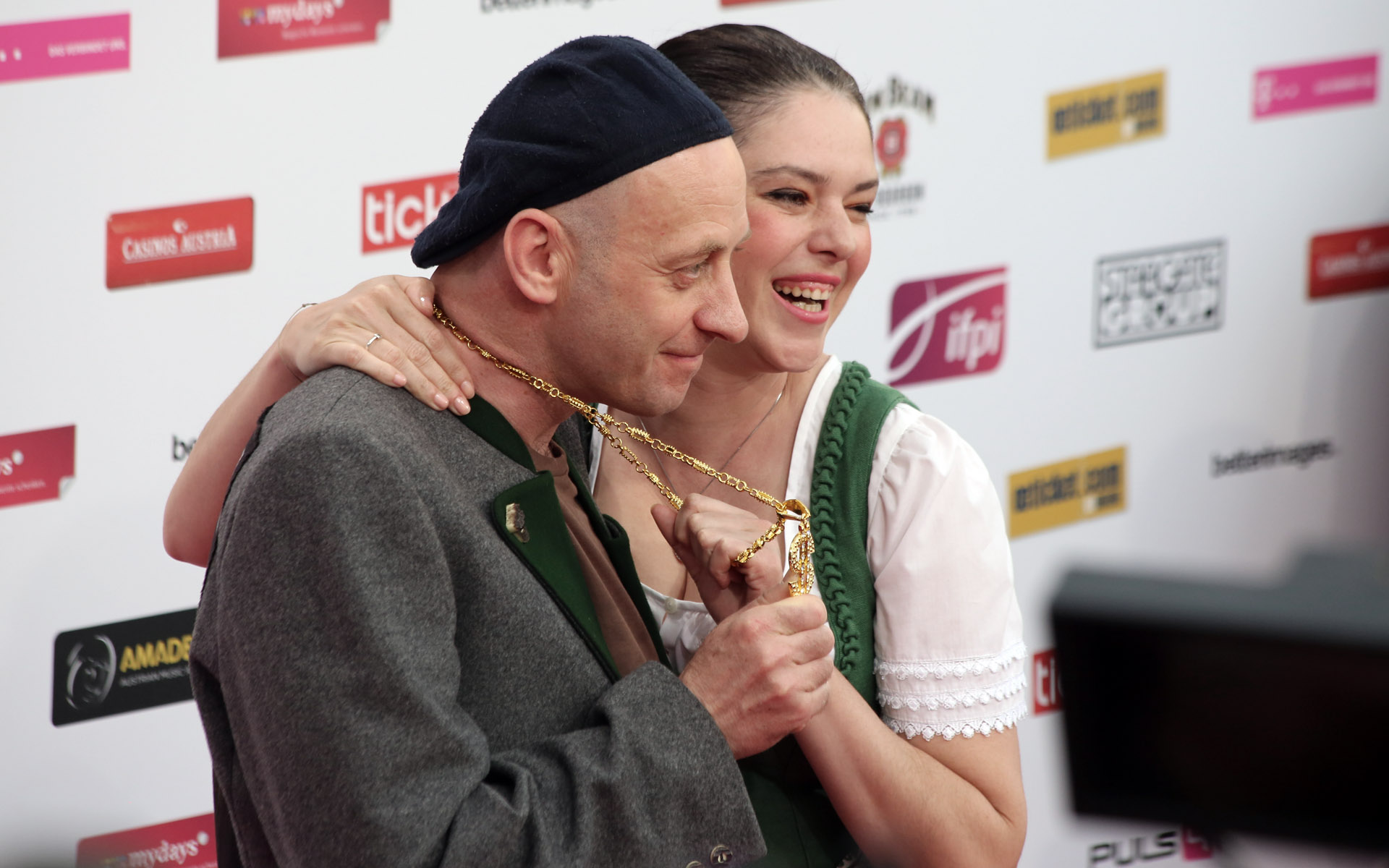
Poier i Carmen Kreuzer podczas Amadeus Austrian Music Award 2013

W sierpniu 2004 wyraził chęć ponownego udziału w Konkursie Piosenki Eurowizji, a w grudniu zakwalifikował się do udziału w krajowych eliminacjach z utworami „Hotel, Hotel” i „Good Old Europe Is Dying”; w tekście pierwszej piosenki znalazł się serbski wyraz „picka” będący wulgarnym określeniem pochwy, a tekst drugiej wywołał kontrowersje w kraju z powodu ksenofobicznych treści, dlatego piosenkarz zdecydował się na jego korektę. 25 lutego zaśpiewał obie piosenki w finale selekcji i zajął ostatecznie drugie miejsce z numerem „Good Old Europe Is Dying” i siódme z „Hotel, Hotel”, zdobył jednak największą liczbę ponad 106 tys. głosów od telewidzów.

## Dyskografia

### Albumy studyjne
- 1996: Himmel, Arsch & Gartenzwerg
- 2001: Zen
- 2003: Alf singt die schönsten Lieder mit Band
- 2005: Lustige Lieder der Traurigkeit und Not

### Albumy koncertowe
- 2010: This Isn’t It

## Filmografia
- 2003: Mitsubischi (reedycja w 2008)
- 2007: Zen
- 2007: Kill Eulenspiegel
- 2009: Satsang